# Čeladenka
Čeladenka – potok w Czechach, w centralnej części Beskidu Morawsko-Śląskiego. Lewobrzeżny dopływ Ostrawicy.
Źródła Čeladenki znajdują się na wysokości 820–850 m n.p.m., na północnych stokach szczytu Kladnatá (918 m n.p.m.) i zachodnich stokach szczytu Trojačka (987 m n.p.m.). Spływa w kierunku północnym, głęboką, przełomową doliną, rozdzielającą masyw Smreka na wschodzie od pozostałej części tzw. Radhoštskich Beskidów (a dokładnie: masywu Kněhyni i Diabelskiego Młyna) na zachodzie. Opuszczając góry przepływa przez wieś Czeladną i na południowym skraju miasta Frydlant nad Ostrawicą, na wysokości ok. 370 m n.p.m., wpada do Ostrawicy. Długość potoku wynosi ok. 16 km, powierzchnia dorzecza ok. 43 km².
Sieć prawych dopływów Čeladenki jest słabo rozwinięta. Wśród dopływów lewobrzeżnych wyróżniają się (idąc z biegiem toku wodnego) potoki: Mohyla z Magurką, Kněhyně (lub Kněhyňka) i Stolová (lub Stolovéc).
W górnym biegu Čeladenki znajduje się rezerwat przyrody V Podolánkách.